# Seznam angolskih košarkarjev
Seznam angolskih košarkarjev.

## A
- Filipe Abraão
- Ivo Alfredo
- Carlos Almeida
- Felizardo Ambrósio
- Benjamim Avô

## B
- Mílton Barros
- Mário Belarmino
- Domingos Bonifácio
- Abdel Bouckar

## C
- Víctor de Carvalho
- Olímpio Cipriano
- Herlander Coimbra
- Jean-Jacques Conceição
- Armando Costa
- Luís Costa
- Walter Costa

## D
- David Dias
- Garcia Domingos

## F
- Roberto Fortes

## G
- Joaquim Gomes
- José Carlos Guimarães

## J
- Valdelício Joaquim

## K
- Buila Katiavala
- Miguel Kiala

## L
- Miguel Lutonda

## M
- Paulo Macedo
- Islando Manuel
- Eduardo Mingas
- Gerson Monteiro
- Reggie Moore
- Carlos Morais
- Aníbal Moreira
- Yanick Moreira
- Víctor Muzadi

## N
- José Nascimento
- Edson Ndoniema

## P
- Leonel Paulo

## R
- Vladimir Ricardino
- Benjamim Romano

## Q
- Adolfo Quimbamba

## S
- Hermenegildo Santos
- Simão Santos
- Nelson Sardinha
- Afonso Silva

## T
- Jorge Tati
- Honorato Trosso

## V
- Ângelo Victoriano
- Edmar Victoriano
- Justino Victoriano